# Lawson

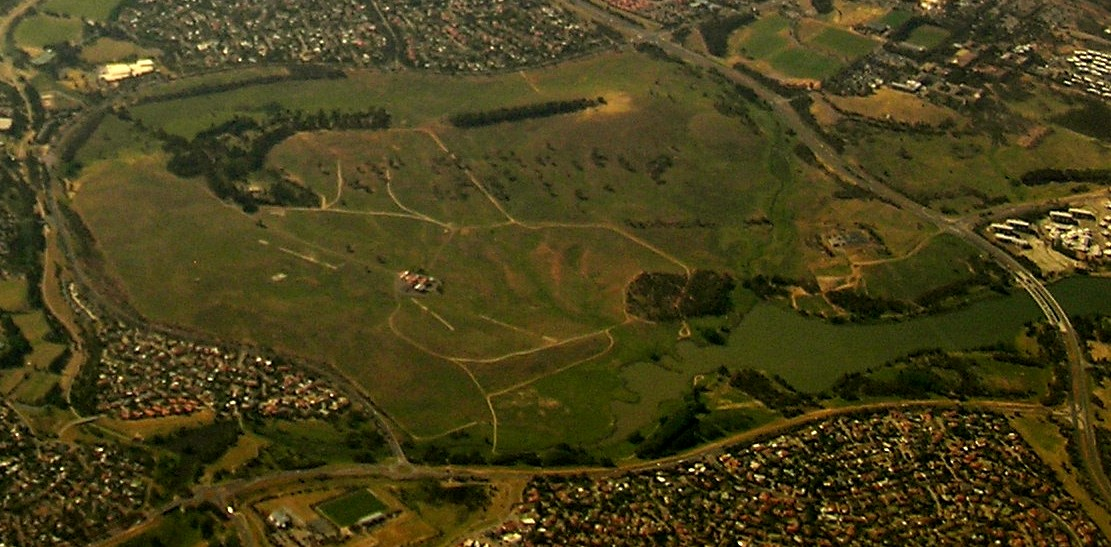
Légifotó a leendő városról, nyugat felől

Lawson a főváros, Canberra egyik elővárosa Belconnen kerületben. A külvárosban jelenleg még egyetlen ház sem található, mert a területet csak 2011-től jelölték ki a főváros egyik legújabb külvárosának kialakítására. Az egyetlen épület a városban a Ginninderra-tó partján fekvő Belconnen Naval Radio Station (Belconnen Haditengerészeti Rádióállomás). Ezen kívül a külvárosban egy víztározó és egy vasúti alállomás található. A város építkezésekre kijelölt területén két bicikliút halad keresztül. Az egyik kerékpárút a tó partján, a másik a Ginninderra Drive mentén halad. A területet a Baldwin Drive, a William Slim Drive és a Ginninderra Drive övezi. A leendő település közel fekszik McKellar, Bruce, Belconnen kerület és Kaleenhez.
A város 2011-ben lett átadva a lakosság számára, építkezés és letelepedés céljából.
Jelenleg egy kereszteződés kiépítése van folyamatban, amely segítségével még könnyebbé válik a város megközelítése közúton. A kereszteződés végpontjai a Hydon és a Ginninderra Drive útvonalak.

## Földrajza
A Deakin vulkán, valamint a Mount Painter hegy működésének nyomait lehet megfigyelni a területen. A törésvonal nyomán futó Ginninderra patak a Ginninderra tóból vezeti le a vizet.

## Fordítás
Ez a szócikk részben vagy egészben  a   Lawson, Australian Capital Territory című angol Wikipédia-szócikk ezen változatának fordításán alapul.  Az eredeti cikk szerkesztőit annak laptörténete sorolja fel. Ez a jelzés csupán a megfogalmazás eredetét és a szerzői jogokat jelzi, nem szolgál a cikkben szereplő információk forrásmegjelöléseként.